# 長吻金花蟲
長吻金花蟲（学名：[Mecoprosopus minor] 错误：{{Lang}}：文本有斜体标记（帮助））为金花蟲科長吻金花蟲屬下的一个种。